# トレパン (潜水艦)
トレパン (USS Trepang, SS/AGSS-412) は、アメリカ海軍の潜水艦。バラオ級潜水艦の一隻。艦名は「ナマコ」を意味するインドネシア語に由来。

## 艦歴
本艦は建造決定時、ベラ科のスペイン語総称に因みセニョリータ (USS Senorita, SS-412) と命名される予定であった。しかしながら1942年9月24日にトレパンと改名される。トレパンは1943年6月25日にカリフォルニア州ヴァレーホのメア・アイランド海軍造船所で起工した。1944年3月23日にロイ・M・ダヴェンポート夫人によって命名、進水し、1944年5月22日、すでに3個の海軍十字章を受章した艦長でダヴェンポート夫人の夫であるロイ・ミルトン・ダヴェンポート中佐（アナポリス1933年組）の指揮下就役する。
カリフォルニア州サンディエゴでの整調に続いて、トレパンは1944年8月15日に西海岸を出航し、乗組員の訓練および戦闘準備のためハワイへ向かった。

### 第1の哨戒 1944年9月 - 10月
9月13日、トレパンは最初の哨戒で日本近海に向かった。本州南方海域を巡航し、日中は潜航して夜になると浮上、バッテリーを充電し新鮮な空気を補給して敵艦を捜索した。9月30日の夜、トレパンは東京湾を出航する船団を発見する。トレパンは船団を追跡、2隻の大型タンカー、小型貨物船および護衛艦からなる一団に接近した。10月1日になってトレパンは魚雷を放射状に発射し、北緯25度30分 東経142度30分 / 北緯25.500度 東経142.500度の地点で貨物船・拓南丸（台湾海運、752トン）を撃沈した。10月10日には、トレパンはタンカー、護衛艦それぞれ1隻の輸送船団を発見。トレパンはこれを攻撃し撃沈を主張したが、戦後の調査では認められなかった。
10月11日、トレパンは北緯33度18分 東経137度42分 / 北緯33.300度 東経137.700度の地点で第105号輸送艦に対して魚雷を4本発射した。このときの一撃は前日とは違ってミスと判断されたが、実際には第105号輸送艦を撃沈していた。
10月12日、トレパンは東京湾口から19キロ離れた遠州灘を哨戒中、レーダースクリーンに4つの点が浮かび上がった。その点は、2つは大きく残り2つは小さかった。このため、目標は2隻の扶桑型戦艦と2隻の秋月型駆逐艦であろうと推定された。ダヴェンポート艦長は全速力で目標に接近させ、まず魚雷を6本発射させた。やがて爆発音が聞こえ、炎が夜空を明るくしていた。次いで艦尾発射管から別の目標に対して魚雷を4本発射したが、これは命中しなかった。ダヴェンポート艦長のこの勇猛果敢で巧みな攻撃は扶桑型戦艦を撃破し、駆逐艦を撃沈したとして彼に4度目の海軍十字章をもたらしたが、実際には、内海西部に回航中の空母・雲龍、軽巡洋艦・大淀を護衛していた駆逐艦・冬月に魚雷1本を命中させて、冬月の揚錨機室から前の艦首が垂下する被害を与えただけであった。この攻撃でトレパンは魚雷を使い果たし、哨戒海域を撤収した。
10月23日、トレパンは36日間の行動を終えてマジュロに帰投。潜水母艦ブッシュネル (USS Bushnell, AS-15) による整備を受けた。

### 第2の哨戒 1944年11月 - 12月
11月16日、トレパンは2回目の哨戒でセグンド (USS Segundo, SS-398) およびレザーバック (USS Razorback, SS-394) とウルフパックを構成しルソン海峡方面に向かった。
12月6日夜、ウルフパックはバタン諸島海域で、フィリピンの戦いに使用する増援兵力を搭載したタマ34船団を発見。21時50分、トレパンは北緯18度52分 東経121度57分 / 北緯18.867度 東経121.950度の地点で仁洋丸（東洋汽船、6,862トン）に対して魚雷を発射。仁洋丸は魚雷が2本命中し沈没した。約1時間後、今度は福洋丸（東洋汽船、5,463トン）に対して魚雷を発射。3本が命中し、福洋丸は大爆発を起こして南方軍幹部候補生などを道連れに轟沈した。また、第三十一播州丸（西大洋漁業、748トン）も撃沈。3隻の戦果を挙げた。この頃になると、セグンド、レザーバックも戦場に現れ、共同で乾城丸（乾汽船、6,933トン）を撃沈。翌7日にもセグンドが安国丸（日本製鐵、5,794トン）にも魚雷を命中させ、安国丸は後刻アメリカ軍機の空襲で破壊された。この攻撃でトレパンは魚雷を使い果たし、哨戒海域を撤収した。
12月25日、トレパンは35日間の行動を終えて真珠湾に帰投。艦長がアレン・R・ファウスト（アナポリス1936年組）に代わった。

### 第3の哨戒 1945年1月 - 3月
1945年1月、トレパンは3回目の哨戒でボーフィン (USS Bowfin, SS-287) 、ポンフレット (USS Pomfret, SS-391) 、スターレット (USS Sterlet, SS-392) 、パイパー (USS Piper, SS-409) とウルフパック「マックズ・モップス Mac's Mops」を組んで小笠原諸島方面に向かった。この哨戒では、この方面にある特設監視艇群を蹴散らして来るべき硫黄島の戦いを支援する第58任務部隊（マーク・ミッチャー中将）やB-29などへの手助けをする任務が与えられていた。
トレパンは監視艇排除任務と救助配備任務の傍ら、2月24日に三木崎沖で卯月丸（日本製鐵、875トン）を撃沈し、別の機帆船に対しても攻撃した。卯月丸の遭難を知った対潜部隊が接近しつつあったのでトレパンは深く潜り、7時間に及ぶ対潜攻撃が終わるのを待った。
3月25日、トレパンは57日間の行動を終えてグアム島アプラ港に帰投した。

### 第4の哨戒 1945年4月 - 5月
4月20日、トレパンは4回目の哨戒でスプリンガー (USS Springer, SS-414) 、レイトン (USS Raton, SS-270) とウルフパックを構成し東シナ海および黄海方面に向かった。
4月28日、トレパンはスプリンガーとともに福江島富江港沖に出現。6時30分、トレパンは湾内に停泊中の第146号輸送艦を撃沈。スプリンガーも引き返してきた第17号駆潜艇を撃沈し、一連の港湾攻撃は成功した。ウルフパックは東シナ海を西進して新しい狩場に向かった。
4月30日、トレパンとスプリンガーは3つの目標を探知。この目標は上海に向かっていたモシ05船団の美保丸（日本郵船、4,667トン）とその護衛艦であった。霧と荒天のため、スプリンガーが先に浮上攻撃をかけることとなり、船団に接近していった。しかし、護衛艦に反撃され潜航。護衛艦の注意はスプリンガーに引きつけられた。トレパンはその隙を突き、14時8分に北緯34度28分 東経123度48分 / 北緯34.467度 東経123.800度の地点で美保丸に対し魚雷を4本発射。2本はかわされたものの、もう2本が命中し美保丸を撃沈した。5月2日には北緯35度48分 東経124度41分 / 北緯35.800度 東経124.683度の地点で材木を輸送中のジャンクを発見し、砲撃で破壊した。ジャンクの唯一の生存者は朝鮮人と見られ、意思疎通を図る事が出来なかったので、トレパンは道具と食料を用意して解放した。
5月4日には、黄海南方で第20号掃海艇を撃沈した。その後、トレパンは上海方面を空襲するB-25と日本本土を空襲するB-29の支援に従事した。5月22日、トレパンは32日間の行動を終えてアプラ港に帰投した。

### 第5の哨戒 1945年6月 - 7月
6月15日、トレパンは5回目の哨戒で日本近海に向かった。この哨戒は北海道、東北地方沿岸での哨戒と東京湾近海における救助配備任務に大別された。東京湾南東海域での救助配備任務は、過去2回にわたる同様の任務に続くもので、トレパンの乗組員は曇り空を見て「単調な日々にはならないだろう」と予感していた。果たして、予定海域到着美の正午前、東京方面を爆撃するB-29の援護についていたP-511機が墜落していくのを発見。トレパンは即座に急行し、アメリカ陸軍航空軍所属のラマール・クリスティアン少尉を救助した。クリスティアンを救助中、近くを飛行中のフランク・アリエス中尉が操縦するP-51の調子がおかしくなった。アリエス機には、クリスティアンを艦上に引き上げるまでトレパン上空で旋回を続けてもらうよう要請し、クリスティアンが引き上げられるのを見てトレパンから400メートル離れた地点に不時着水し、トレパンはただちにアリエスを救助した。
2名のパイロットを救助した3日後、トレパンは他のパイロット30名が乗っている状態で帰投中のティグロン (USS Tigrone, SS-419) と会合し、クリスティアンとアリエスをティグロンに移送させることとした。しかし、その作業中に救出検索飛行機から「名古屋港からわずか10キロの地点にB-29のクルーが救助を求めている」との通信があり、トレパンは作業を中断してスプリンガーとともに現場に急行した。現場にはトレパンが先に到着し、6キロ四方に及ぶ海域を捜索して、救命いかだに乗った4つのグループのうち8名を救助。以後、スプリンガーが到着するまでに7名を救助し、スプリンガーは最後の1名を救助して救助任務を完了した。
6月30日、トレパンはデビルフィッシュ (USS Devilfish, SS-292) との会合に向かう途中、小型船を発見して砲撃。燃えて沈み行く船内から12名ばかりの日本兵が姿を見せたが、降伏を拒否して海中に姿を消した。トレパンは本州東岸沿いに北上し、しばらくは戦果がなかったものの7月7日に青森県東通村沿岸で3隻の沿岸貨物船の船団を発見。トレパンは船団先頭の第二高運丸（金森商船、606トン）を撃沈し、他の2隻はこれに驚いてどこかに消え去った。直後、トレパンは哨戒機の爆撃を受け、2発の対潜爆弾を投下された。しかし、幸いにして2発とも命中しなかった。戦局も終盤となり、おりしもイギリス海軍の部隊を加えた第38任務部隊（ジョン・S・マケイン・シニア中将）が北日本に来襲。トレパンはその支援任務に就き、近くに不時着水したビル・キングストン中尉を救助した。トレパンはまた、7月14日に行われた釜石艦砲射撃の模様を目撃。同日にラガー (船)を砲撃で撃沈したのち、哨戒海域を去って7月27日にミッドウェー島に寄港した。7月31日、トレパンは47日間の行動を終えて真珠湾に帰投。次期哨戒に向けての作業の期間中に広島と長崎に原子爆弾が投下され、ソ連も対日戦に参加。そして8月15日、日本は降伏した。
トレパンは第二次世界大戦の戦功で5個の従軍星章および海軍殊勲部隊章を受章した。

### 戦後
修理が完了するとトレパンは真珠湾を出航、1945年9月3日にサンディエゴに到着した。1946年6月27日にメア・アイランド海軍造船所で退役、予備役艦隊入りして1960年代を過ごす。1962年6月11日に AGSS-412 （補助潜水艦）へ艦種変更され、1967年6月30日に除籍、その後1967年12月22日に廃棄処分が認可された。1969年9月16日に行われた演習「Strike Ex 4-69」において標的艦として駆逐艦ヘンダーソン (USS Henderson, DD-785) およびフェクテラー (USS Fechteler, DD-870) の砲撃によって海没処分された。